# Nebulose nella cultura di massa

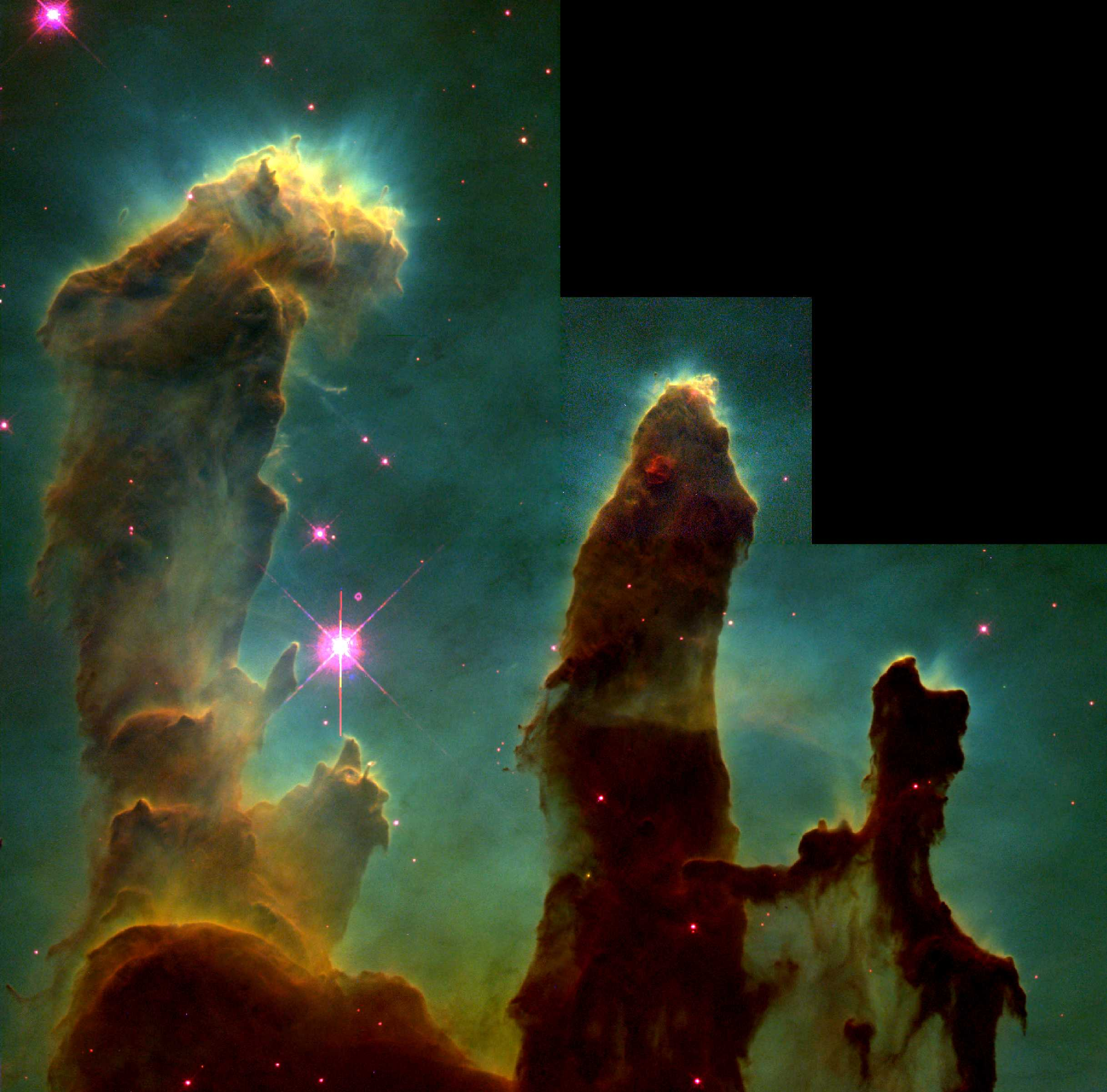
La foto del Telescopio Hubble chiamata i "Pilastri della Creazione", che riprende colonne di gas e polveri nella Nebulosa Aquila.

Le nebulose, essendo oggetti astronomici di grande interesse, anche osservativo, sono spesso utilizzate come riferimento o ambientazione per le opere di fantascienza.
Le immagini di alcune nebulose, artificialmente colorate e ritoccate, sono inoltre diventate icone nella cultura di massa.

## Nebulosa Aquila
Nebulosa a emissione catalogata come M16, è così chiamata per la sua forma somigliante a quella del rapace (vista frontale, con ali spiegate e testa china). La foto di una sua parte ottenuta dal telescopio spaziale Hubble nel 1995, chiamata i Pilastri della Creazione, è divenuta uno dei poster più famosi dello Spazio e spesso appare nel cinema di fantascienza.
- La Nebulosa Aquila fu una delle regioni dello Spazio attraversate durante la scena di viaggio iniziale del film Contact (1997)[1].
- I Pilastri della Creazione appaiono sullo sfondo in una scena del sesto episodio della quarta stagione di Babylon 5, serie tv sempre del 1997[2].
- Nel doppio episodio della quarta stagione di Star Trek Voyager, intitolato Un anno d'inferno, durante una guerra temporale con i Krenim, la Voyager si rifugia in una nebulosa, e nella sala astrometrica appaiono immagini dei Pilastri della Creazione[1].

## Nebulosa Clessidra

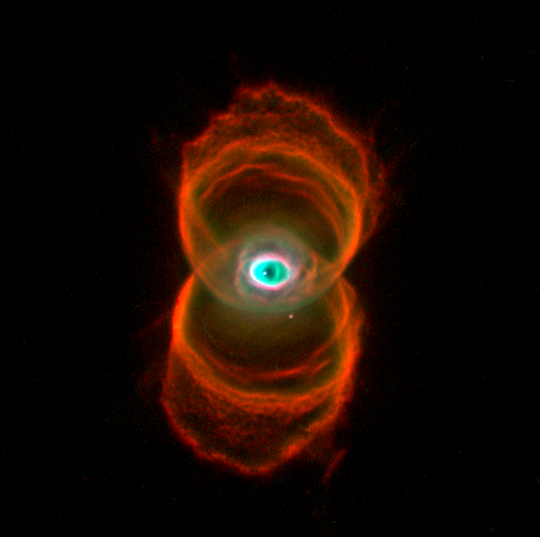
La Nebulosa Clessidra

Nebulosa planetaria nota anche come MyCn 18, è stata risolta in forma di clessidra dal telescopio spaziale Hubble "solo" nel 1996, ed è quindi apparsa in alcune opere di narrativa solo a partire da quell'anno.
- La Nebulosa Clessidra appare nella copertina dell'album dei Pearl Jam, Binaural[3].
- Nell'episodio finale del video Space Pirate Captain Herlock - The Endless Odyssey diretto da Rintarō, il capitan Herlock non si sorprende di trovare il suo amico Toshiro che lo aspetta all'interno della Nebulosa Clessidra in un'apparente interconnessione dimensionale[4].
- La Nebulosa Clessidra è l'immagine della copertina del libro di Clifford A. Pickover Il libro della fisica, 2012, Logos Edizioni ISBN 978-88-5760-526-5.

## Nebulosa del Granchio

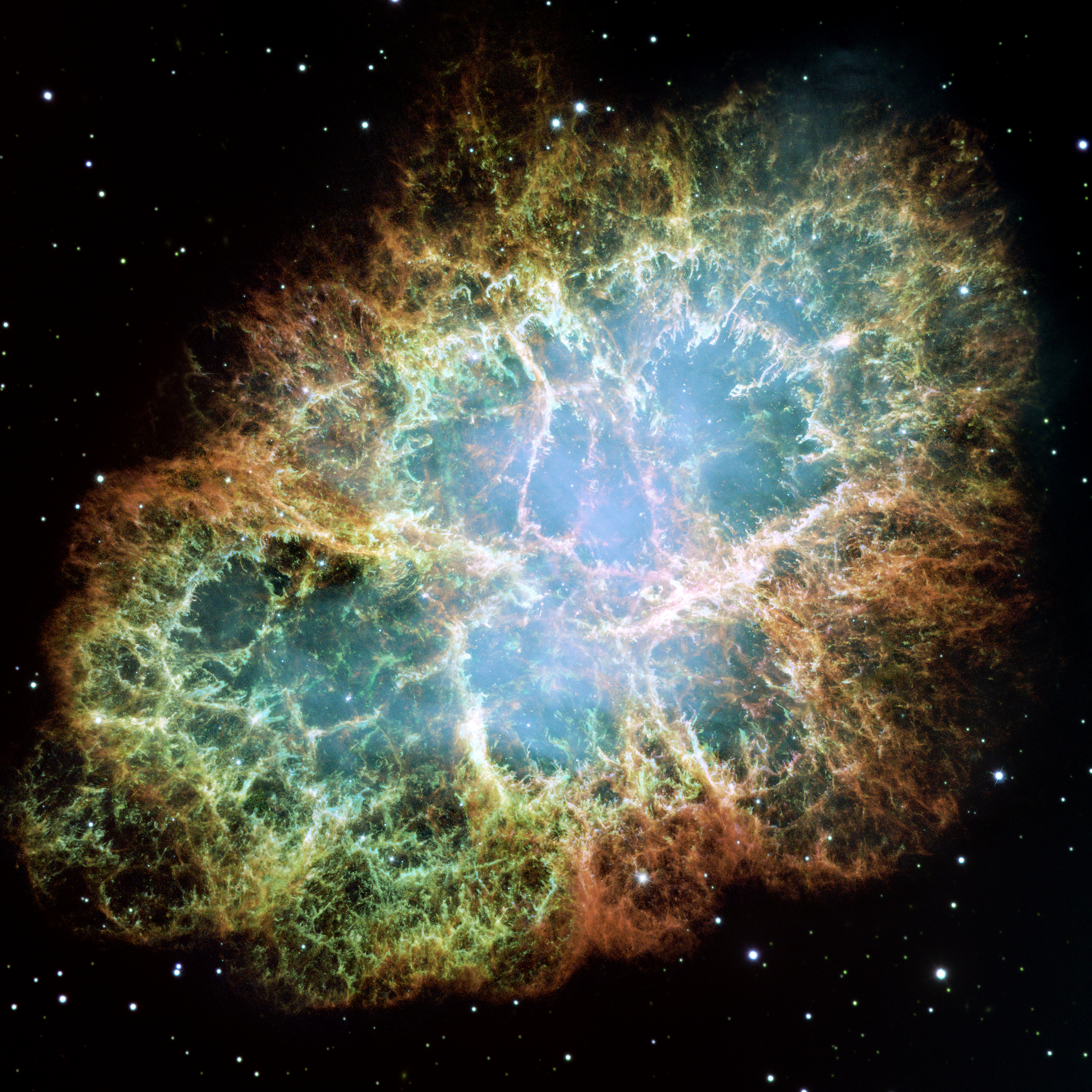
La Nebulosa del Granchio

La Nebulosa del Granchio, catalogata come M1 è il resto della supernova esplosa nel 1054, la SN 1054, che ha anche lasciato nel suo centro la stella di neutroni denominata pulsar del Granchio. L'aspetto "esplosivo" della nebulosa ha spesso spinto gli autori di opere fantascientifiche ad usare la sua immagine in casi di distruzione di stelle o pianeti progenitori di razze aliene.
- I terrestri incontrano una razza aliena per la prima volta nella Nebulosa del Granchio, nella novella Primo contatto del 1945 pubblicata da Murray Leinster su Analog Science Fiction and Fact[5].
- Nella serie Doctor Who, si rivela che la creazione della Nebulosa del Granchio fu il risultato della supercorsa del pianeta Exarius (o Uxarius) nel testare la loro Arma del Giudizio Universale, un arnese che potrebbe creare antimateria alla velocità superiore a quella della luce[6].
- In Battaglia dei pianeti, versione americana dell'anime giapponese Gatchaman, la Nebulosa Granchio è la sede del pianeta Spectra, dal quale Zoltar ed il Grande Spirito sono impegnati in una guerra per difendere la Federazione (un gruppo di pianeti che comprende anche la Terra)[7].
- Nel videogioco di ruolo Mass Effect, la Nebulosa del Granchio può essere attraversata virtualmente, sebbene nel gioco sia stata rinominata Ammasso Hades Gamma[8].

## Nebulosa di Orione
Nebulosa a emissione situata nella Spada di Orione, la nebulosa di Orione è una delle più note e fotografate nebulose visibili in cielo. Osservabile anche ad occhio nudo e situata a 1300 anni luce di distanza, è la più vicina regione di intensa formazione stellare conosciuta. Nel suo centro si trova l'Ammasso del Trapezio, formato da giovani e calde stelle responsabili della ionizzazione dei gas della nebulosa.
- La Nebulosa di Orione è l'ambientazione speciale nel videogioco per PC "Mark Galaxy", in cui il personaggio principale, Mark, vola attorno alla nebulosa per raccogliere delle monetine.
- Nel film The Fountain - L'albero della vita, la Nebulosa di Orione è chiamata Xibalba ed è descritta nel film come un simbolo di morte e rinascita[9].

## Nebulosa Laguna

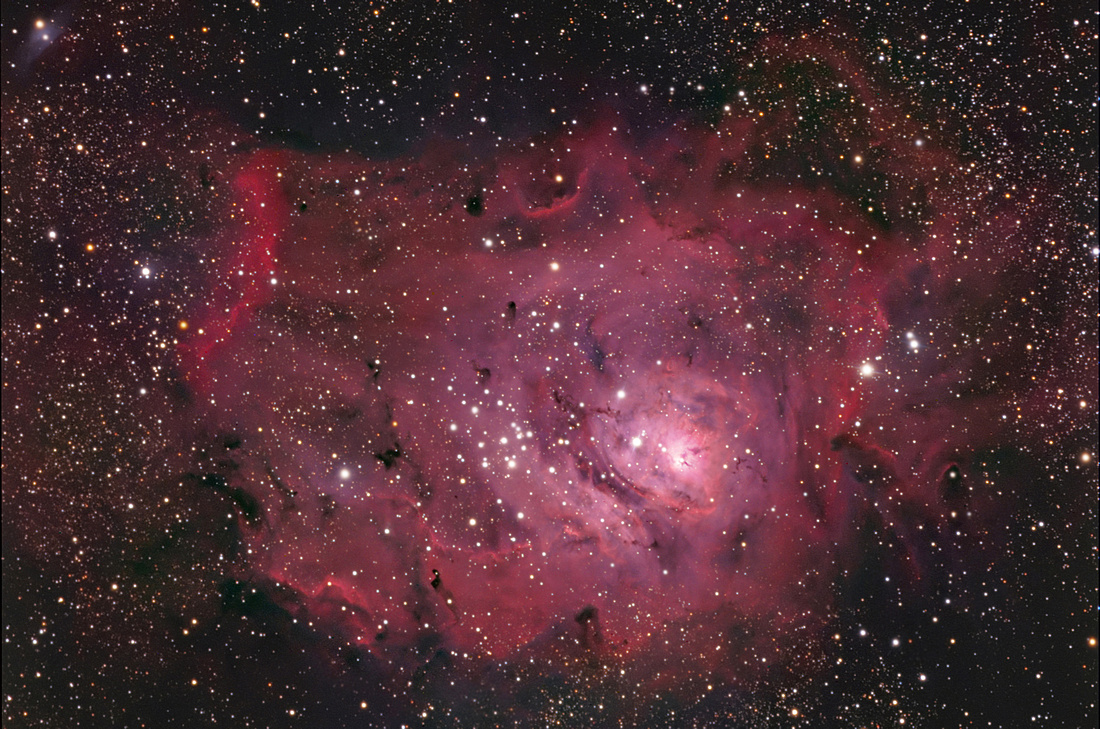
La Nebulosa Laguna.

Nebulosa a emissione catalogata come M8, è una regione di formazione stellare. Al suo interno si trova una struttura che John Herschel denominò Nebulosa Clessidra, da non confondersi però con la Nebulosa Clessidra più conosciuta.
- Oggetto M8: nella serie TV di fantascienza Battlestar Galactica la Nebulosa Laguna si vede nell'episodio Home (Casa), Parte II, nella Tomba di Atena su Kobol, insieme alla presenza dei dodici simboli zodiacali, dove serve come rozzo punto di riferimento per la locazione della Terra. Nella serie, si afferma che la nebulosa si trova nello Scorpione[10].
- Nel film Il pianeta del tesoro, il protagonista apre un portale per una regione di Spazio remota. Il primo che passa afferma che si tratta della Nebulosa Laguna, e che si è attraversata mezza galassia[11].

## Nebulosa M78

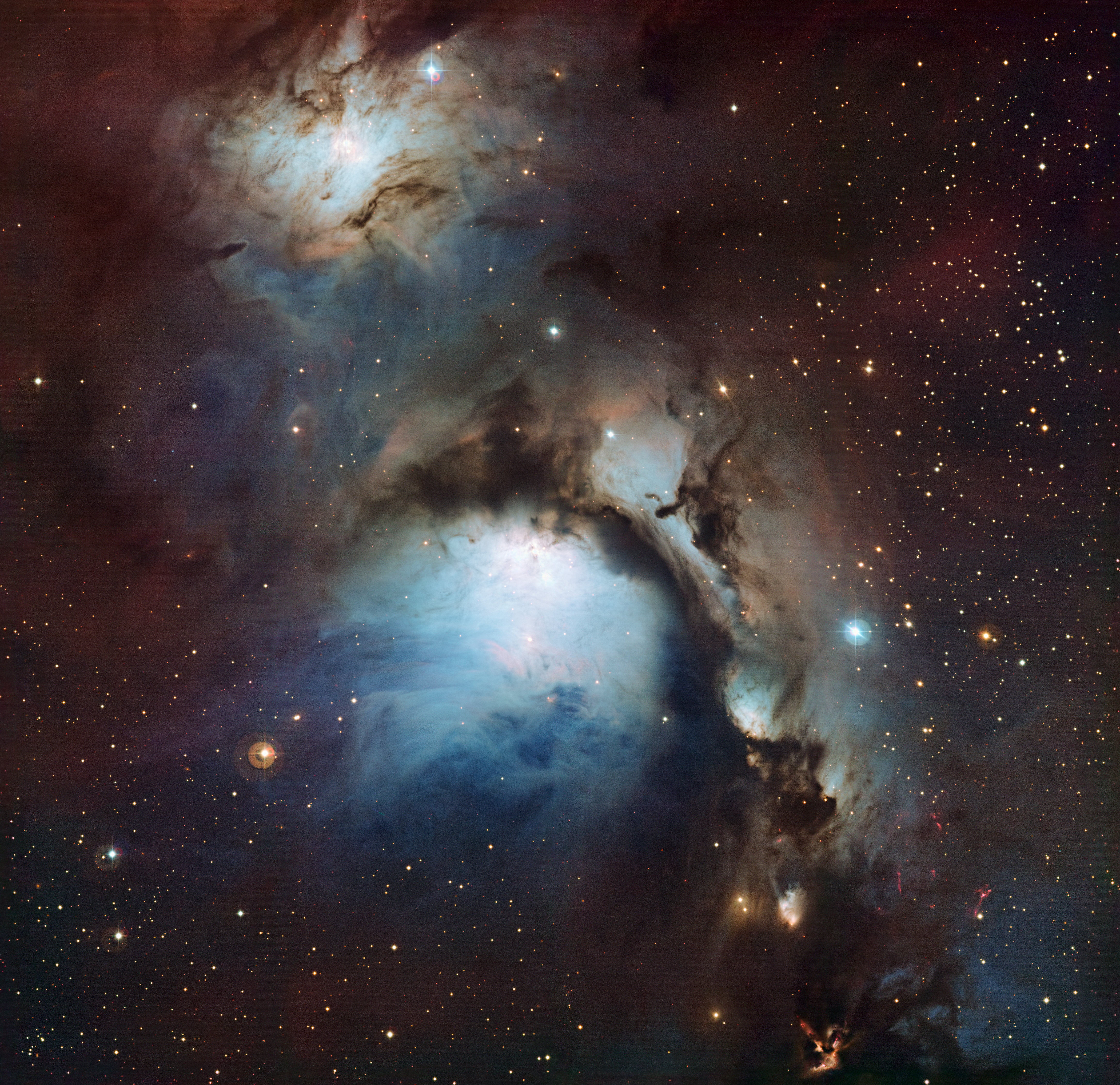
Immagine di M78 ottenuta dall'Osservatorio di La Silla, in Cile.

Nebulosa a riflessione catalogata come M78, è la più nota e luminosa nebulosa che fa parte del 
Complesso nebuloso molecolare di Orione. Facilmente osservabile con un piccolo telescopio, appare come una macchia diffusa nel cui centro si trovano due stelle, HD 38563A e HD 38563B, la cui luce viene riflessa dai gas della nebulosa, illuminandola. Al suo interno sono conosciute almeno 45 stelle T Tauri, giovani stelle ancora in formazione, e 17 oggetti di Herbig-Haro.
- M78 è l'ambientazione della casa di Nadia in Nadia - Il mistero della pietra azzurra[12].
- M78 è anche l'ambientazione della Terra della Luce (pianeta), il pianeta madre di Ultraman, Ultraseven, Zoffy e molti altri Ultra eroi del franchise di Ultra[13].

## Nebulosa Testa di Cavallo
Nebulosa oscura situata nei pressi di IC 434, è illuminata da essa e si trova nei pressi della cintura di Orione, vicina alla brillante stella blu Alnitak. Fa parte del più vasto Complesso nebuloso molecolare di Orione, ed è spesso descritta in opere fantascientifiche come una nebulosa scura e impenetrabile, immaginando numerosi pianeti situati davanti, dentro e soprattutto dietro di essa.
- Nella novella di Isaac Asimov del 1951 Il tiranno dei mondi, facente parte della serie Ciclo dell'impero, vengono descritti una serie di mondi ribelli che si pensa si trovino dentro e attorno alla Nebulosa Testa di Cavallo[14].
- In Guida galattica per gli autostoppisti, il pianeta Magrathea è situato nella Nebulosa Testa di Cavallo[15].
- Nella serie del 1978 Capitan Harlock, Harlock è portato a credere che una base Mazone si trovi nella Nebulosa Testa di Cavallo[16].
- Nella serie La nave che cantava di Anne McCaffrey il viaggio attraverso la Nebulosa Testa di Cavallo è di solito citato come l'ultimo conseguimento della squadra di Brainship[16].
- Negli episodi del Doctor Who Il pianeta impossibile e Il buco di Satana gli Ood sono fuori dalla Nebulosa Testa di Cavallo[17].
- Nel videogioco Mass Effect, la Nebulosa Testa di Cavallo è un ammasso navigabile contenente il sistema Strenuus (in cui si trovano vari pianeti come Yunthorl, Antitarra, Trelyn, Xawin, Thesalgon, e l'orbitante MSV Majesty) ed il sistema Pax (che contiene i pianeti Svarog, Noveria, Morana, and Veles)[18].

## Nebulosa Testa di Strega
Nebulosa a riflessione di colore azzurro in quanto illuminata dalla vicina stella supergigante blu Rigel, è una zona di contenuti processi di formazione stellare e al suo interno sono presenti alcune stelle T-Tauri.
- Nella serie TV creata da Gene Roddenberry Andromeda, la Nebulosa Testa di Strega era il sito dell'ultimo incontro tra la vecchia Confederazione e l'Alleanza Nicciana[19].

## Nebulosa Trifida

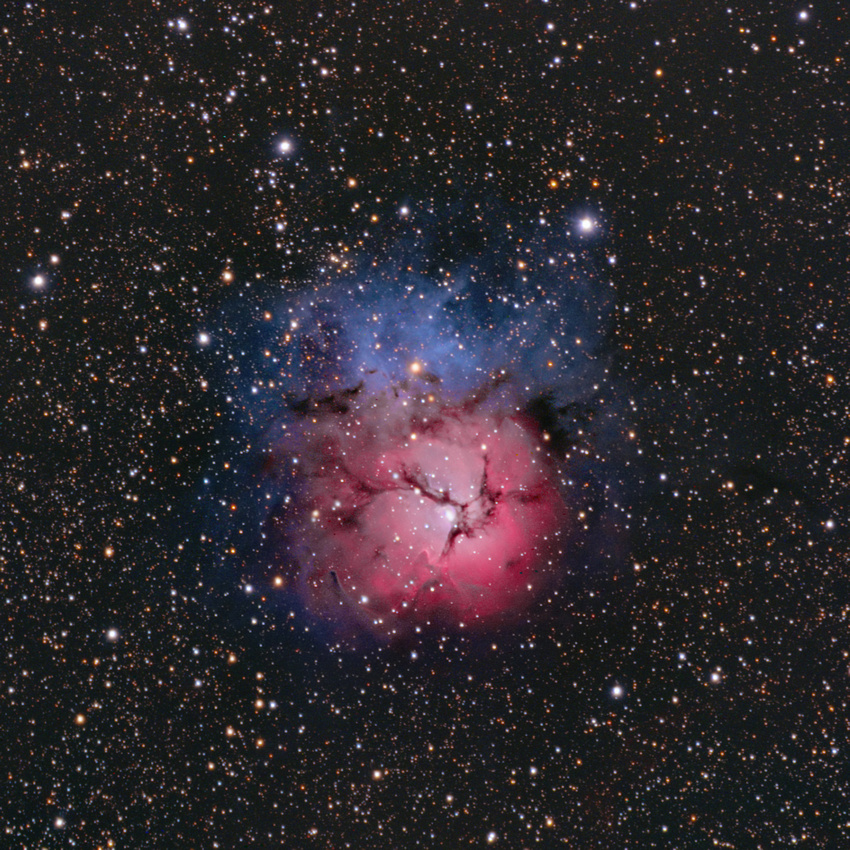
La nebulosa Trifida.

Nebulosa "mista" catalogata come M20 che presenta apparentemente tre lobi di diverso colore: la parte rossa è ad emissione, quella blu a riflessione mentre una parte oscura divide in tre parti la nebulosa stessa. Osservazioni nell'infrarosso effettuate con il Telescopio Spaziale Spitzer hanno scoperto almeno 30 embrioni di stelle e 120 neonate stelle al suo interno, non osservabili in luce visibile.
- Nell'episodio L'alternativa della prima stagione della serie televisiva Star Trek, la nebulosa fa da sfondo alla battaglia finale combattuta dall'equipaggio dell'Enterprise al confine di due universi alternativi. L'immagine della nebulosa è mostrata anche nella sala astrometrica dell'astronave USS Voyager in vari episodi della serie Star Trek Voyager[20].
- La Nebulosa Trifida si vede frequentemente nelle scene di Beast Wars.

## Nebulosa Velo
Resto di una supernova esplosa circa 5-8000 anni fa, fu scoperta da W. Herschel nel 1784. Sono visibili deboli filamenti ancora in forte espansione, tuttavia in un futuro non lontano la nebulosa scomparirà alla vista in quanto i gas che la compongono saranno ormai dispersi nello spazio interstellare.
- La Nebulosa Velo era il sito dell'ultimo "pianeta instabile" visitato dalla nave spaziale Dark Star nel film omonimo[21].

## Altre nebulose
- Il romanzo breve Il lupo dei cieli (The Weapon from Beyond, 1967, edito anche come Il fuggiasco della galassia) di Edmond Hamilton è ambientato in un remoto futuro nella "nube del Corvo" e nei sistemi planetari posti nei suoi dintorni.[22]